# علف پنجه‌ای (سرده)
علف پنجه‌ای (نام علمی: Dactyloctenium) نام یک سرده از تیره گندمیان است.